# James William Denny
James William Denny (* 20. November 1838 im Frederick County, Virginia; † 12. April 1923 in Baltimore, Maryland) war ein US-amerikanischer Politiker. Zwischen 1899 und 1905 vertrat er zweimal den Bundesstaat Maryland im US-Repräsentantenhaus.

## Werdegang
James Denny besuchte die Academy von Reverend William Johnson in Berryville und studierte danach an der University of Virginia in Charlottesville. Anschließend war er Lehrer am Osage Seminary in Osceola (Missouri). Während des Bürgerkrieges diente er im Heer der Konföderation. Seit 1863 gehörte er zum Stab von General Robert E. Lee. Damit war er auch bei der Kapitulation des Generals bei Appomattox Court House anwesend.
Nach einem anschließenden Jurastudium in Winchester und seiner 1868 erfolgten Zulassung als Rechtsanwalt begann Denny in Baltimore in diesem Beruf zu arbeiten. Gleichzeitig schlug er als Mitglied der Demokratischen Partei eine politische Laufbahn ein. In den Jahren 1881 und 1882 war er Mitglied des Stadtrats von Baltimore. Von 1888 bis 1890 saß er im Abgeordnetenhaus von Maryland. Danach gehörte er zum Stab von Gouverneur Elihu Jackson. Außerdem war er acht Jahre lang Mitglied des Schulausschusses von Baltimore.
Bei den Kongresswahlen des Jahres 1898 wurde Denny im vierten Wahlbezirk von Maryland in das US-Repräsentantenhaus in Washington, D.C. gewählt, wo er am 4. März 1899 die Nachfolge von William Watson McIntire antrat. Da er im Jahr 1900 nicht bestätigt wurde, konnte er bis zum 3. März 1901 zunächst nur eine Legislaturperiode im Kongress absolvieren. Bei den Wahlen des Jahres 1902 wurde Denny erneut im vierten Distrikt seines Staates in den Kongress gewählt, wo er am 4. März 1903 Charles Reginald Schirm ablöste, der zwei Jahre zuvor sein Nachfolger geworden war. Bis zum 3. März 1905 konnte er eine weitere Amtszeit im Kongress verbringen.
Nach dem Ende seiner Zeit im US-Repräsentantenhaus praktizierte William Denny wieder als Anwalt. Er starb am 12. April 1923 in Baltimore, wo er auch beigesetzt wurde.